# Szepetnek
Szepetnek è un comune dell'Ungheria di 1.777 abitanti (dati 2001). È situato nella contea di Zala.

## Amministrazione

### Gemellaggi
- Grimmenstein (Austria)
- Csente (Slovenia)
- Marcelháza (Slovacchia)